# Paul Dano
Paul Franklin Dano (in inglese [ˈdeɪnoʊ]; Wilton, 19 giugno 1984) è un attore statunitense.

## Biografia
Nato nel Connecticut, esordisce nel 2000 partecipando a una serie di film indipendenti; nel 2002 ha un ruolo ne Il club degli imperatori, in seguito ottiene ruoli di supporto nella commedia La ragazza della porta accanto (2004) e nel thriller Identità violate. Dopo aver partecipato a Fast Food Nation di Richard Linklater, ottiene la popolarità grazie al ruolo dell'adolescente Dwayne che ha fatto il voto del silenzio nel pluripremiato Little Miss Sunshine. Nel 2007 lavora ne Il petroliere di Paul Thomas Anderson, dove recita al fianco di Daniel Day-Lewis, con il quale aveva già lavorato in La storia di Jack & Rose (2005).
Nel 2009 recita in Motel Woodstock di Ang Lee e presta la sua voce per il film Nel paese delle creature selvagge di Spike Jonze. Nel 2013 ottiene il ruolo di Alex Jones nel film Prisoners, dove interpreta il personaggio del presunto rapitore di due bambine; nello stesso anno recita in 12 anni schiavo di Steve McQueen. Nel 2015 recita in Youth - La giovinezza di Paolo Sorrentino nel ruolo di Jimmy Tree, un attore hollywoodiano deluso e in cerca di riscatto.
Nell'ottobre 2019 viene ufficializzato dalla Warner Bros. che vestirà i panni del villain Enigmista nel film The Batman, diretto da Matt Reeves, uscito nelle sale il 3 marzo 2022. Nello stesso mese dell'anno, è stato annunciato che Paul Dano avrebbe fatto il suo debutto nel fumetto scrivendo Riddler: Year One per l'etichetta Black Label della DC Comics a partire dall'ottobre 2022. La miniserie a fumetti limitata in sei numeri sarà ambientata nella continuità del film che mostrerà l'ascesa di Edward Nashton a diventare l'Enigmista. Sempre nel 2022 interpreta Burt Fabelman nel film The Fabelmans, diretto dal regista Steven Spielberg.

## Vita privata
Dal 2007 è fidanzato con l'attrice e sceneggiatrice statunitense Zoe Kazan e nell'agosto 2018 nasce la loro prima figlia, Alma.

## Filmografia

### Attore

#### Cinema
- The Newcomers, regia di James Allen Bradley (2000)
- L.I.E., regia di Michael Cuesta (2001)
- Il club degli imperatori (The Emperor's Club), regia di Michael Hoffman (2002)
- La ragazza della porta accanto (The Girl Next Door), regia di Luke Greenfield (2004)
- Identità violate (Taking Lives), regia di D.J. Caruso (2005)
- La storia di Jack & Rose (The Ballad of Jack and Rose), regia di Rebecca Miller (2005)
- The King, regia di James Marsh (2005)
- Little Miss Sunshine, regia di Jonathan Dayton e Valerie Faris (2006)
- Fast Food Nation, regia di Richard Linklater (2006)
- Weapons, regia di Adam Bhala Lough (2007)
- Il petroliere (There Will Be Blood), regia di Paul Thomas Anderson (2007)
- Light and the Sufferer, regia di Christopher Peditto (2007)
- Explicit Ills, regia di Mark Webber (2008)
- Gigantic, regia di Matt Aselton (2008)
- Motel Woodstock (Taking Woodstock), regia di Ang Lee (2009)
- The Good Heart - Carissimi nemici (The Good Heart), regia di Dagur Kári (2009)
- Un perfetto gentiluomo (The Extra Man), regia di Shari Springer Berman e Robert Pulcini (2010)
- Innocenti bugie (Knight & Day), regia di James Mangold (2010)
- Meek's Cutoff, regia di Kelly Reichardt (2010)
- Cowboys & Aliens, regia di Jon Favreau (2011)
- For Ellen, regia di So Yong Kim (2012)
- Flatscreen, regia di Gabriel Wilson - cortometraggio (2012)
- Being Flynn, regia di Paul Weitz (2012)
- Ruby Sparks, regia di Jonathan Dayton e Valerie Faris (2012)
- Looper, regia di Rian Johnson (2012)
- Prisoners, regia di Denis Villeneuve (2013)
- 12 anni schiavo (12 Years a Slave), regia di Steve McQueen (2013)
- Love & Mercy, regia di Bill Pohlad (2014)
- Youth - La giovinezza (Youth), regia di Paolo Sorrentino (2015)
- Swiss Army Man - Un amico multiuso (Swiss Army Man), regia di Daniel Kwan e Daniel Scheinert (2016)
- Okja, regia di Bong Joon-ho (2017)
- The Batman, regia di Matt Reeves (2022) – Edward Nashton / Enigmista
- The Fabelmans, regia di Steven Spielberg (2022)
- Dumb Money, regia di Craig Gillespie (2023)

#### Televisione
- Un genio in famiglia (Smart Guy) – serie TV, episodio 3x01 (1998)
- Too Young to Be a Dad – film TV, regia di Éva Gárdos (2002)
- I Soprano (The Sopranos) – serie TV, episodi 4x06-5x13 (2002-2004)
- Guerra e pace (War & Peace) – miniserie TV, 6 episodi (2016)
- Escape at Dannemora - miniserie TV (2018)
- Mr. & Mrs. Smith – serie TV, episodi 1x02, 1x.04, 1x08 (2024)

### Regista
- Wildlife (2018)

### Sceneggiatore
- Wildlife, regia di Paul Dano (2018)

### Produttore
- Gigantic, regia di Matt Aselton (2008) - produttore esecutivo
- For Ellen, regia di So Yong Kim (2012) - produttore esecutivo
- Ruby Sparks, regia di Jonathan Dayton e Valerie Faris (2012) - produttore esecutivo
- Wildlife, regia di Paul Dano (2018)

### Doppiatore
- Nel paese delle creature selvagge (Where the Wild Things Are), regia di Spike Jonze (2009)
- The Guilty, regia di Antoine Fuqua (2021)
- Spaceman, regia di Johan Renck (2024)

## Riconoscimenti
- Golden Globe
  - 2016 – Candidatura al miglior attore non protagonista per Love & Mercy
- Premio Emmy
  - 2019 – Candidatura al miglior attore non protagonista in una miniserie o film TV per Escape at Dannemora
- BAFTA
  - 2008 – Candidatura al miglior attore non protagonista per Il petroliere
- Critics' Choice Awards
  - 2019 – Candidatura al miglior attore in una serie limitata o film per la televisione per Escape at Dannemora
- Empire Awards
  - 2007 – Candidatura al miglior debutto per Little Miss Sunshine
  - 2007 – Miglior cast cinematografico per Little Miss Sunshine
- Screen Actors Guild Award
  - 2007- Miglior cast cinematografico per Little Miss Sunshine
  - 2014 – Candidatura al miglior cast cinematografico per 12 anni schiavo
- Satellite Award
  - 2016 – Candidatura al miglior attore non protagonista per Love & Mercy

## Doppiatori italiani
Nelle versioni in italiano delle opere in cui ha recitato, Paul Dano è stato doppiato da:
- Emiliano Coltorti in Identità violate, Il petroliere, The Good Heart - Carissimi nemici, Cowboys & Aliens, Being Flynn, Prisoners, 12 anni schiavo, Guerra e pace, Okja, Escape at Dannemora, The Fabelmans, Dumb Money, Mr. & Mrs. Smith
- Davide Perino in Un perfetto gentiluomo, Looper, Love & Mercy
- Stefano Crescentini in La ragazza della porta accanto, Ruby Sparks
- Alessandro Tiberi in The King, Little Miss Sunshine
- Giulio Renzi Ricci in Il club degli imperatori
- Paolo Vivio in Fast Food Nation
- Renato Novara in Gigantic
- Flavio Aquilone in Innocenti bugie
- Simone D'Andrea in Youth - La giovinezza
- Mattia Ward in Swiss Army Man - Un amico multiuso
- Andrea Mete in The Batman

Da doppiatore è sostituito da:
- Alessandro Tiberi in Nel paese delle creature selvagge
- Mauro Gravina in The Guilty
- Emiliano Coltorti in Spaceman